# Кривий (село, комуна Кривий)
Репедеа — село в Румунії. Розташований в комуні Кривий та жудці Марамуреш. Населення становить 4,688 осіб.
Територія села Кривий майже повністю врита змішаним лісом .

## Географія
Село Репедеа розташоване в центрально-північній частині повіту Марамуреш, неподалік від кордону з Україною на місці злиття річок Рускова та Репедеа, на відстані: 30 км від міста Віжеу-де-Сус ; 50 км від курорту Борса; 53 км від Сігету Мармацей ; 120 км від міста Байя - Маре та 200 км від Клуж-Напоки . Мінімальна висота — 495 м, максимальна — 1957 (пік Фаркау).
|          |          |  |       |       |
| Українці | Українці |  | 97,7% | 97,7% |
| Румуни   | Румуни   |  | 1,8%  | 1,8%  |
| Роми     | Роми     |  | 0,3%  | 0,3%  |
| Угорці   | Угорці   |  | 0,1%  | 0,1%  |